# Hanno Merkt
Hanno Merkt (* 26. September 1960) ist ein deutscher Rechtswissenschaftler und Professor an der Albert-Ludwigs-Universität Freiburg.

## Akademischer Werdegang
Merkt studierte nach dem Abitur am Görres-Gymnasium in Koblenz ab 1980 Rechtswissenschaft sowie Geschichte und Hispanistik an den Universitäten Bonn, Mannheim und Santiago de Compostela (Spanien). Nach der ersten juristischen Staatsprüfung wurde er 1989 an der Westfälischen Wilhelms-Universität in Münster bei Otto Sandrock mit einer Arbeit zum Investitionsschutz durch Stabilisierungsklauseln promoviert. Im gleichen Jahr erwarb er an der University of Chicago den akademischen Grad eines Master of Laws. Nach der Zulassung zum Attorney-at-Law war er in New York City als Rechtsanwalt tätig. Im Anschluss an das zweite juristische Staatsexamen wurde Merkt 1993 wissenschaftlicher Referent am Max-Planck-Institut für ausländisches und internationales Privatrecht in Hamburg (USA-Referat). Von 1993 bis 2003 war er als Rechtsanwalt in Hamburg zugelassen. Im Jahr 2000 habilitierte er sich an der Universität Hamburg bei Klaus J. Hopt mit einer Untersuchung zur Unternehmenspublizität. Nach einer Lehrstuhlvertretung an der Universität Regensburg wurde er im Oktober 2000 an der Bucerius Law School zum Professor ernannt. Rufe an die Universität Jena (2000) und die Universität Münster (2003) lehnte er ab.
Schüler von Merkt sind Jens-Hinrich Binder, Ulrich G. Schroeter und Falk Mylich.

## Berufliche Tätigkeiten
Seit Oktober 2003 ist Merkt als Nachfolger von Rainer Frank Ordinarius an der Albert-Ludwigs-Universität Freiburg, wo er Direktor des Instituts für ausländisches und internationales Privatrecht (Abteilung II) ist. Von 2008 bis 2025 war er zudem Richter im Nebenamt am 9. Zivilsenat des OLG Karlsruhe mit Sitz in Freiburg. Merkts Forschungsschwerpunkte liegen im Bereich des deutschen, europäischen und internationalen Handels-, Gesellschafts- und Kapitalmarktrechts, des Internationalen Privatrechts und der Rechtsvergleichung sowie der ökonomischen Analyse des Rechts.

## Funktionen und Ämter
Seit 2008 ist Merkt Mitglied in der Börsensachverständigenkommission beim Bundesministerium der Finanzen. Merkt war unter anderem Gutachter für die Abteilung Wirtschaftsrecht des 64. Deutschen Juristentages zum Thema „Empfiehlt es sich, im Interesse des Anlegerschutzes und zur Förderung des Finanzplatzes Deutschland das Kapitalmarkt- und Börsenrecht neu zu regeln?“; ferner war er Mitglied im Übernahmerat bei der Bundesanstalt für Finanzdienstleistungsaufsicht (BaFin); 2009–2011 war er Mitglied im Expertenrat der deutschen Bundesregierung zur Entwicklung von Ausstiegsstrategien aus krisenbedingten Beteiligungen des Bundes an Unternehmen des Finanzsektors (Expertenrat für Bundesbeteiligungen im Finanzsektor); als Sachverständiger war und ist er unter anderem tätig für die Europäische Kommission, den Deutschen Bundestag, das Bundesministerium der Finanzen, das Bundesministerium der Justiz und für Verbraucherschutz und das Hessische Ministerium für Wirtschaft, Energie, Verkehr und Wohnen (als Börsenaufsichtsbehörde). An der Rechtswissenschaftlichen Fakultät der Albert-Ludwigs-Universität Freiburg war Merkt Studiendekan (2004–2006) und Dekan (2008–2010).

## Mitgliedschaften
- Arbeitskreis Externe und Interne Überwachung der Unternehmung der Schmalenbach-Gesellschaft für Betriebswirtschaft.[4]
- Verein für Socialpolitik, Ausschuss für Unternehmensrechnung.[5]
- Research Associate, European Corporate Governance Institute (ECGI).[6]
- Deutsche Gesellschaft für Internationales Recht.[7]
- Vereinigung für Internationales Zivilverfahrensrecht.

## Auszeichnungen
- Fakultätspreis der Rechtswissenschaftlichen Fakultät der Universität Münster für die Dissertationsschrift, 1990.[8]
- Auszeichnung der Habilitationsschrift durch das Deutsche Aktieninstitut e. V. mit dem 1. Preis für die beste wissenschaftliche Arbeit des Jahres 1999.[8]
- Auswahl der Habilitationsschrift als einer von vier juristischen Titeln des Jahres 2001.[9]

## Veröffentlichungen (Auswahl)

### Monografien
- US-amerikanisches Gesellschaftsrecht, 3. Aufl., Deutscher Fachverlag, Fachmedien Recht und Wirtschaft, Frankfurt a. M. 2013. ISBN 3-8005-1268-8.[10]
- Syndikusanwalt und deutsches Anwaltsprivileg im US-Zivilprozess, Deutscher Fachverlag, Fachmedien Recht und Wirtschaft, Frankfurt a. M. 2013. ISBN 978-3-8005-1573-8.[11]
- Beiträge zur Börsen- und Unternehmensgeschichte, Peter Lang GmbH, Europäischer Verlag der Wissenschaften, Frankfurt a. M. 2001. ISBN 3-631-37284-1.[12]
- Unternehmenspublizität. Mohr Siebeck, Tübingen 2001. ISBN 3-16-147437-6.[13]
- Abwehr der Zustellung von punitive damages-Klagen, Verlag Recht und Wirtschaft, Heidelberg 1995. ISBN 3-8005-1150-9.[14]
- Investitionsschutz durch Stabilisierungsklauseln. Verlag Recht und Wirtschaft, Heidelberg 1990. ISBN 3-8005-1044-8.[15]

### Kommentierungen
- Rechnungslegung nach HGB und IFRS, herausgegeben gemeinsam mit Arno Probst und Christian Fink, 1. Aufl., Stuttgart 2017.[16]
- §§ 1-58, 238-342e, 407-475h HGB, EGHGB, WPO, AAB-WP, FamFG, HRV, CMR und ADSp in: Baumbach/Hopt, Handelsgesetzbuch – Kommentar, 43. Aufl., München 2024.[17]
- §§ 11, 13 GmbHG, In: Fleischer/Goette (Hrsg.), Münchener Kommentar zum GmbHG, Band 1, 3. Aufl., München 2018.[18]
- §§ 67–75 AktG In: Hopt/Wiedemann (Hrsg.), Großkommentar zum Aktiengesetz, 5. Auflage, Berlin, New York, 2018.[19]
- § 221 AktG, In: Lutter/Schmidt (Hrsg.), Kommentar zum AktG, 4. Aufl., Köln 2020.[20]

## Herausgeberschaften
- Vertrags- und Formularbuch zum Handels-, Gesellschafts- und Bankrecht, 5. Aufl., München 2022 (gemeinsam mit Klaus J. Hopt).[21]
- Festschrift für Klaus J. Hopt zum 80. Geburtstag, Berlin 2020 (gemeinsam mit Stefan Grundmann und Peter O. Mülbert).[22]
- Festschrift für Klaus J. Hopt zum 70. Geburtstag, Berlin 2010 (gemeinsam mit Stefan Grundmann und Peter O. Mülbert).[23]
- Internationaler Unternehmenskauf, 3. neubearb. Aufl., Köln 2010 (gemeinsam mit Stephan R. Göthel).[24]
- Zeitschrift für Unternehmens- und Gesellschaftsrecht (ZGR).[25]
- European Company and Financial Law Review (ECFR)[26]
- Zeitschrift für Vergleichende Rechtswissenschaft – Archiv für internationales Wirtschaftsrecht (ZVglRWiss).[27]
- Neue Zeitschrift für Gesellschaftsrecht (NZG).[28]
- Recht der Internationalen Wirtschaft (RIW).[29]
- Schriftenreihe „Abhandlungen zum deutschen und europäischen Gesellschafts- und Kapitalmarktrecht“ (gemeinsam mit Holger Fleischer und Gerald Spindler).[30]
- Schriftenreihe „Recht in Ostasien“.[31]

## Nachweise
1. ↑  Handbuch der Justiz 2024/25, S. 36
2. ↑  Biographische Daten. Albert-Ludwigs-Universität Freiburg Rechtswissenschaftliche Fakultät, abgerufen am 24. Januar 2016.
3. ↑  Biographische Daten Albert-Ludwigs-Universität Freiburg Rechtswissenschaftliche Fakultät, abgerufen am 8. April 2025
4. ↑  Bernhard Pellens, Christoph Schauerte: Arbeitskreis Externe Unternehmensberichterstattung. Kurzinfo. In: Website Schmalenbach-Gesellschaft für Betriebswirtschaft e.V., Köln / Berlin. Schmalenbach-Gesellschaft für Betriebswirtschaft e.V., Köln / Berlin, abgerufen am 11. Februar 2024.
5. ↑  Jörg Budde: Members. In: Website Verein für Socialpolitik e.V. Verein für Socialpolitik e.V., 6. November 2023, abgerufen am 11. Februar 2024.
6. ↑  ECGI Data Protection Officer: Professor Hanno Merkt. research member. In: Website European Corporate Governance Institute. ECGI - European Corporate Governance Institute, abgerufen am 11. Februar 2024.
7. ↑  Stephan Hobe (Vorsitzender): Organe der Gesellschaft. Mitgliederverzeichnis. In: Website der Deutschen Gesellschaft für Internationales Recht e.V. Deutsche Gesellschaft für Internationales Recht e.V., abgerufen am 11. Februar 2024.
8. 1 2  Rechtswissenschaftliche Fakultät der Universität Freiburg: Auszeichnungen. In: Website des Instituts für Ausländisches und Internationales Privatrecht Abteilung II. Albert-Ludwigs-Universität Freiburg, abgerufen am 11. Februar 2024.
9. ↑  Neue Juristische Wochenschrift 2001, 3523.
10. ↑  Hanno Merkt: US-amerikanisches Gesellschaftsrecht. Abgerufen am 11. Februar 2024 (Wirtschaftsrecht international USA. Handbuch ; 37).
11. ↑  Merkt, Hanno: Syndikusanwalt und deutsches Anwaltsprivileg im US-Zivilprozess / von Hanno Merkt. 2013, abgerufen am 11. Februar 2024 (Frankfurt, M. : Dt. Fachverl., Fachmedien Recht und Wirtschaft).
12. ↑  Merkt, Hanno: Beiträge zur Börsen- und Unternehmensgeschichte / Hanno Merkt. Abgerufen am 11. Februar 2024 (Frankfurt am Main : 2001).
13. ↑  Hanno Merkt: Unternehmenspublizität. Die Offenlegung von Unternehmensdaten als Korrelat der Marktteilnahme. Abgerufen am 11. Februar 2021 (Jus Privatum Beiträge zum Privatrecht Band 51. Tübingen : Mohr Siebeck, 2001).
14. ↑  Hanno Merkt: Abwehr der Zustellung von "Punitive-damages"-Klagen : das Haager Zustellungsübereinkommen und US-amerikanische Klagen auf "punitive damages", "treble damages" und "RICO treble damages". Abgerufen am 11. Februar 2024 (Heidelberg : Verl. Recht und Wirtschaft : 1995).
15. ↑  Hanno Merkt: Investitionsschutz durch Stabilisierungsklauseln: zur intertemporalen Rechtswahl in State Contracts. Abgerufen am 11. Februar 2024 (Band 16 von Abhandlungen zum Recht der internationalen Wirtschaft. Verlag Recht und Wirtschaft, 1990.).
16. ↑  Hanno Merkt/Arno Probst/Christian Fink: Rechnungslegung nach HGB und IFRS. Themensystematischer Kommentar mit synoptischen Darstellungen. 2017, abgerufen am 11. Februar 2023 (Stuttgart ; [Freiburg] : Schäffer-Poeschel Verlag, Februar 2017).
17. ↑  Klaus J. Hopt, Christoph Kumpan, Patrick C. Leyens et al.: Handelsgesetzbuch. mit GmbH & Co., Handelsklauseln, Bank- und Kapitalmarktrecht, Transportrecht (ohne Seerecht). In: Beck-Online Datenbank. Baumbach/Hopt, abgerufen am 11. Februar 2024 (München : C.H. Beck, 2024).
18. ↑  Hanno Merkt: Münchener Kommentar zum Gesetz betreffend die Gesellschaften mit beschränkter Haftung. In: Beck-online Datenbank. Holger Fleischer, Wulf Goette, abgerufen am 11. Februar 2024 (München : C.H. Beck, 2010-).
19. ↑  Hanno Merkt: Band 3/2 §§ 67-75. In: Beck-Online Datenbank. Heribert Hirte, Peter O. Mülbert und Markus Roth, 2018, abgerufen am 11. Februar 2024 (In der Reihe Großkommentare der Praxis).
20. ↑  Hanno Merkt: § 221 AktG Wandelschuldverschreibungen. Gewinnschuldverschreibung. In: Website De Gruyter. Karsten Schmidt und Marcus Lutter, abgerufen am 11. Februar 2024 (Köln : Otto Schmidt, 2020).
21. ↑  Hopt / Merkt: Vertrags- und Formularbuch. zum Handels-, Gesellschafts-, Bank- und Kapitalmarktrecht. Abgerufen am 11. Februar 2024 (München : C.H. Beck, 2022).
22. ↑  Stefan Grundmann , Hanno Merkt und Peter O. Mülbert: Festschrift für Klaus J. Hopt zum 80. Geburtstag am 24. August 2020. Abgerufen am 11. Februar 2024.
23. ↑  Stefan Grundmann , Brigitte Haar , Hanno Merkt und et al.: Festschrift für Klaus J. Hopt zum 70. Geburtstag am 24. August 2010. Unternehmen, Markt und Verantwortung. 24. August 2010, abgerufen am 11. Februar 2023.
24. ↑  Hanno Merkt, Stephan R. Göthel (Herausgeber): Internationaler Unternehmenskauf. Abgerufen am 11. Februar 2024 (Köln : RWS-Verl. Kommunikationsforum, 2011).
25. ↑  Alfred Bergmann, Manfred Born, Ingo Drescher et al.: Zeitschrift für Unternehmens- und Gesellschaftsrecht. Begründet von: Marcus Lutter, Herbert Wiedemann, abgerufen am 11. Februar 2024 (Berlin : de Gruyter ; Saarbrücken : Juris GmbH 1.1972 -).
26. ↑  Editors-in-Chief: Pierre-Henri Conac, Christoph Teichmann: European Company and Financial Law Review. Managing Editors: Claartje D.J. Bulten, Holger Fleischer, Jesper Lau Hansen et al., abgerufen am 11. Februar 2024 (Berlin : de Gruyter ; Frankfurt, Main : Westlaw Datenbank GmbH ; Buffalo, NY : HeinOnline ; Saarbrücken : Juris GmbH 1.2004 -).
27. ↑  Zeitschrift für Vergleichende Rechtswissenschaft. Archiv für internationales Wirtschaftsrecht. Abgerufen am 11. Februar 2024 (Berlin : de Gruyter ; Frankfurt, Main : Westlaw Datenbank GmbH ; Buffalo, NY : HeinOnline ; Saarbrücken : Juris GmbH 1.2004 -).
28. ↑  Neue Zeitschrift für Gesellschaftsrecht. Abgerufen am 11. Februar 2024 (München : Beck, 1998 -).
29. ↑  Recht der Internationalen Wirtschaft (RIW). Abgerufen am 11. Februar 2024 (München ; Frankfurt, M. : Beck. 1998 -).
30. ↑  Gerald Spindler (†), Hanno Merkt und Holger Fleischer: Abhandlungen zum Deutschen und Europäischen Gesellschafts- und Kapitalmarktrecht (AGK). Abgerufen am 11. Februar 2024 (Berlin : Duncker & Humblot GmbH).
31. ↑  Jan von Hein, Hanno Merkt, Sonja Meier: Schriftenreihe "Recht in Ostasien". Abgerufen am 11. Februar 2024 (Baden-Baden : Nomos, 2015-).